# فرماندهی نیروهای ذخیره (ارتش ایالات متحده آمریکا)
فرماندهی نیروهای ذخیره (به انگلیسی: United States Army Reserve Command) وظیفه فرماندهی همه نیروهای ذخیره ارتش ایالات متحده بر عهده دارند.